# Walter Löhr
Walter Ludwig Hans Löhr (ur. 27 września 1911 w Darmstadt, zm. 4 października 1976 tamże) – niemiecki polityk i ekonomista, parlamentarzysta krajowy i europejski.

## Życiorys
Po ukończeniu szkoły realnej w latach 1932–1937 odbył studia ekonomiczne na Uniwersytecie Johanna Wolfganga Goethego we Frankfurcie nad Menem, w kolejnym roku obronił doktorat dotyczący struktury płac. Pracował początkowo w urzędzie statystycznym landu Hesja i w handlu zagranicznym, od 1940 do 1945 zatrudniony w publicznym biurze rozwoju ekonomicznego, gdzie był m.in. pełnomocnikiem ds. przemysłu chemicznego. Po wojnie został wicedyrektorem biura ds. rolnych i odbudowy przy władzach rejencji Darmstadt, a od 1947 do 1950 kierował stowarzyszeniem branży chemicznej (początkowo we francuskiej strefie okupacyjnej, potem federalnym). Pracował później jako konsultant ekonomiczny huty żelaza w Völklingen. Objął także stanowisko profesorskie na Uniwersytecie Johannesa Gutenberga w Moguncji.
W 1940 przyjęty do Narodowosocjalistycznej Niemieckiej Partii Robotników. Po wojnie krótko należał do Socjaldemokratycznej Partii Niemiec, w 1947 wstąpił do Unii Chrześcijańsko-Demokratycznej, kierował jej kołem powiatowym. W latach 1953–1972 członek Bundestagu, a od 1959 do 1973 deputowany Parlamentu Europejskiego. Był zamieszany w tzw. aferę Flicka, w której ułatwił udzielenie darowizny na rzecz CDU i uniknięcie zapłaty podatku przez koncern Flicka.

## Odznaczenia
Odznaczony Orderu Zasługi Republiki Federalnej Niemiec: Krzyżem Zasługi I Klasy (1968) oraz Wielkim Krzyżem Zasługi (1972), a także Orderem Świętego Sylwestra i Orderem Świętego Grzegorza Wielkiego.